# Division II

Ilustração de uma embarcação da classe Division II.

A classe Division II, também conhecida como Lechner Division II, é uma classe de iates clássicos de corrida. Trata-se de uma prancha à vela originalmente projetada por George Lechner que usava vela de 6,5 m e pranchas de fundo redondo projetadas para navegar contra o vento em ventos fracos a moderados.
Embora fossem difíceis de navegar na direção do vento e tivessem uma prancha técnica para navegar na direção do vento, ainda são a prancha de 370 cm (12 pés) mais rápida contra o vento em até 8 kn (4 m/s) de brisa. A classe fez parte do programa da vela nos Jogos Olímpicos de Verão de 1988.